# Goshen (Alabama)
Goshen – miasto w Stanach Zjednoczonych, w stanie Alabama, w hrabstwie Pike. W roku 2023 miasto zamieszkiwało 266 osób, a gęstość zaludnienia wynosiła 40,9 osoby/km².